# Terminalia cherrieri

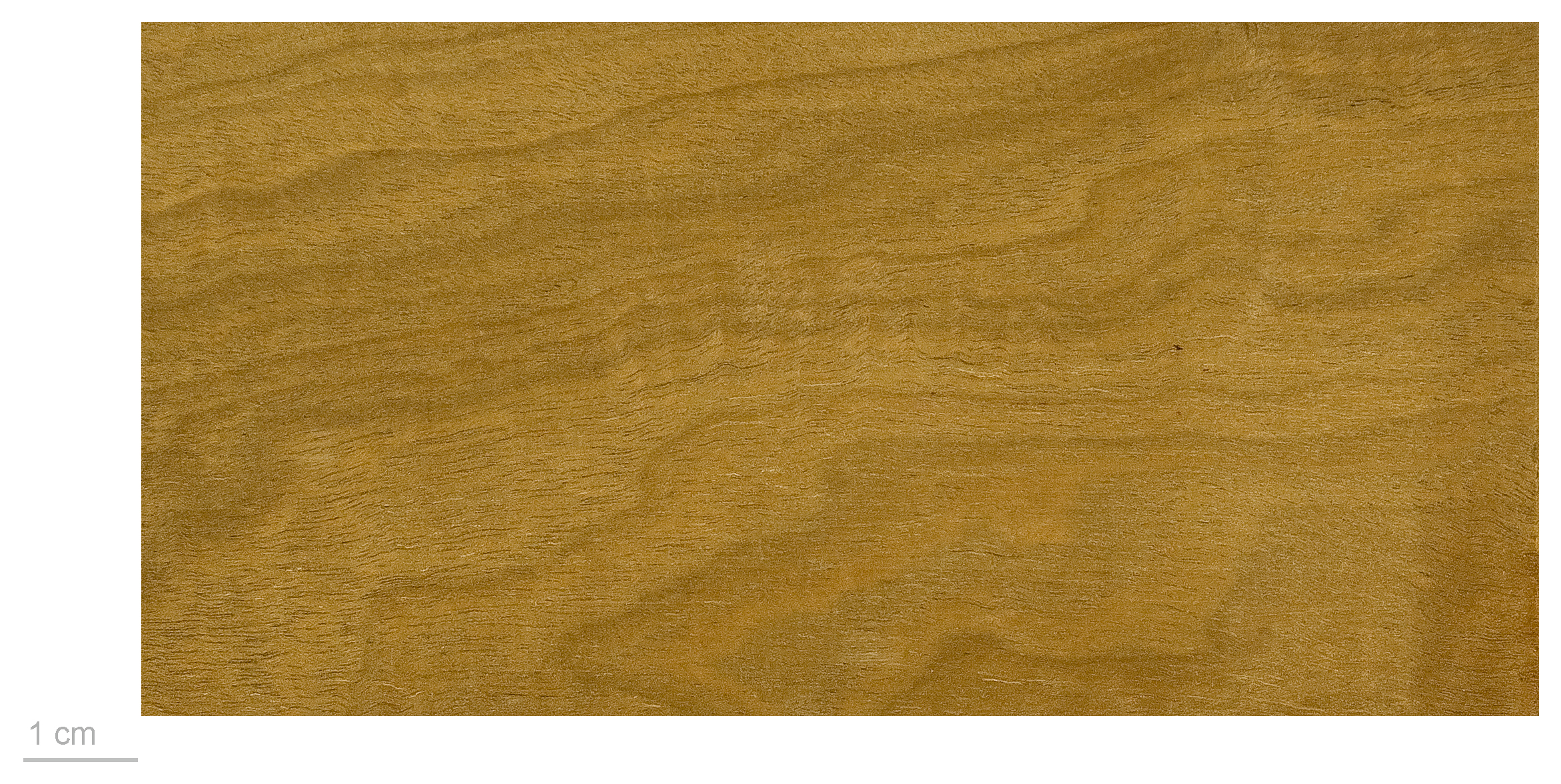
Terminalia cherrieri - MHNT

Terminalia cherrieri là một loài thực vật thuộc họ Combretaceae. Đây là loài đặc hữu của New Caledonia. Chúng hiện đang bị đe dọa vì mất môi trường sống.